# Dall'America Galletta vol. 1
Dall'America Galletta vol. 1 è l'ottavo album di Natale Galletta, pubblicato nel 1986.

## Tracce
Lato A
1. Maruzzella – 2:45 (Carosone – Bonagura)
2. Stò 'ncatenato a tte – 4:00 (G. Caputo – A. Campagnoli)
3. Casanova '70 – 3:20 (Barrucci – Iannuzzi – Marsiglia)
4. Perdere l'amore – 4:05 (G. Arteggiani – M. Marocchi)
5. Scapricciatiello – 3:06 (Vento – Albano)
6. 'O marenariello – 4:25 (C. Ottaviano – S. Gambardella)

Lato B
1. Caruso – 4:40 (L. Dalla)
2. Che t'he miso 'ncapo – 2:15 (R. Fiore – M. Caputo)
3. 'E figlie – 3:47 (L. Bovio – F. Albano)
4. Te voglio bene assaie – 4:25 (A. Longo)
5. 'O sarracino – 3:25 (Nisa – Carosone)
6. Fenesta vascia – 3:37 (Anonimo)